# 康震
康震（1970年3月10日—），陕西省绥德县人，中共党员，北京师范大学党委常委、副校长、教授、博士生导师。曾任北京师范大学文学院中国古代文学研究所副所长（2003-2004年）、北京师范大学文学院党总支副书记（2004-2006年）、北京师范大学文学院副院长、北京师范大学校办主任、北京师范大学文学院党委书记等职，主要研究中国古代都城、地域与文学，中国古代学士制度与文学。在校外多次参加中央电视台《百家讲坛》节目，讲解唐宋八大家有关的知识；亦参与同台的《中国诗词大会》、《中国地名大会》节目，担任点评嘉宾。

## 生平
1970年3月生于陕西省绥德县。在西安联合大学中文专业毕业后，1997年-2000年其在陕西师范大学文学研究所就读，师从中国古典文学专家、文艺理论家霍松林，并获得文学博士学位。2000年-2002年在南京师范大学中国语言文学博士后科研流动站从事博士后研究，获得博士后出站证书。2002年开始在北京师范大学文学院任教至今，现担任教授、博士生导师的职务。
2012年11月起，康震担任北京师范大学党委办公室、校长办公室（两办）主任，2017年12月29日起不再担任，改任文学院党委书记。2022年6月，任北京师范大学党委常委、副校长。
在社会上，康震是北京市第十五届人民代表大会代表，亦担任中国唐代文学学会会员，中国韵文学会会员，中国李白研究会会员、常务理事，中国王维研究会理事，北京高等教育学会理事。

## 参加节目和活动经历
2006年起2012年止，康震在CCTV-10科教频道《百家讲坛》节目主讲“唐宋八大家”系列节目，试图用通俗易懂的语言向观众普及唐宋时期文人的文化知识。根据这些讲座整理而成的《康震讲三苏》、《康震讲柳宗元》、《康震讲王安石》等书也经中华书局出版。
2010年8月、2011年8月、2013年8月，康震担任CCTV-4中文国际频道播出的第三届、第四届、第六届“汉语桥”在华留学生汉语大赛决赛评委。2014年的“汉语桥”全球外国人汉语大会，其亦担任评委。
2015年，康震担任陕西卫视当年3月1日开播的《唐诗风云会》节目主持人，是康震在担任多次嘉宾、评委之后，首次尝试主持人一职。
2016年、2017年、2018年康震担任中央电视台《中国诗词大会》第一季、第二季、第三届节目嘉宾评委。据他说，他想要将中华优秀的诗词及与之相关的文化知识，以及蕴藏其中的优秀价值观念、理想道德，传递给社会大众，与大家积极分享。
2018年年初，其为中央电视台《经典咏流传》节目撰写同名主题曲的歌词，该歌曲由张杰首度演唱；同年5月4日，由中央电视台主办的“国家品牌让生活更美好——CCTV国家品牌计划2018高峰论坛”上，张杰再次演唱其作词的该活动主题曲《只为美好》。

## 争议
2021年，康震在“中国校长：创新与发展大会人”上的演讲中对杜甫的《石壕吏》作出新解，引发争议：
“石壕吏是谁？石壕吏是国家公务员。他是郭子仪的军队委派到地方部门的武装干部，到村里来完成这次紧急的征兵任务。这个人有错么？这个人没错。这里面表达了一个非常明显的价值观，三个儿子战死两个，老太太仍然愿意做出牺牲，就是当国家和民族遭遇重大灾难的时候，我们的老百姓还是毅然挺身而出的。”
“不要老是把他归类为统治阶级里面的腐败分子，不是那么回事”，“杜甫在这首诗里没有做任何的评价，他两难啊。为什么呢？他很同情老太太，又为国家的前途担忧，这怎么办呢？他只能不置一词。”

## 发表论文
1996年以来，其在《陕西师范大学学报》、《南京师范大学学报》、广西师范大学出版社和《光明日报》等处发布论文数十篇，都涉及其学术研究的主要方向。
有些论文与以李白、王维、杜甫等为主的唐代诗人有关，如《李白道家文化人格的哲学意义》（载2000年第2期《南京师范大学学报》）、《王维研究》（载《唐代文学研究年鉴1995、1996年辑》，广西师范大学出版社，1997年）和《诗圣杜甫终老之夕》（载《文史知识》2007年第4期）。少数和中国古代都城和地域对文学的影响有关，如《唐长安城布局与初盛唐诗歌》（载《陕西师范大学学报》2002年第4期）。亦有一些涉及整体的传统文化，如《弘扬尊师重道传统》（载《光明日报》，2005年）。

## 出版著作
2006年以前，康震教授在高等教育出版社、南海出版公司、中国国际电视总公司等处出版过不少关于中国古代文学的书籍，近年来其出版的主要著作包括但不限于：
- 《中国散文通史·隋唐五代卷》，安徽教育出版社2013年版；[25]
- 中华书局的“康震书系”：
  - 《康震讲韩愈》，2018-01-26 发布，ISBN 9787101129588；[26]
  - 《康震讲李清照》，2018-04-13 发布，ISBN 9787101129755；[27]
  - 《康震讲王安石》，2018-04-13 发布，ISBN 9787101130515；[28]
  - 《康震讲柳宗元》，2018-05-04 发布，ISBN 9787101130621；[29]
  - 《康震讲三苏》，2018-06-08 发布，ISBN 9787101128673。[30]

以上著作均是根据其在《百家讲坛》的讲座整理而来的，除此之外还有《康震讲诗仙李白》、《康震讲诗圣杜甫》和《康震讲诗词经典》等书。

## 主持研究
康震主持国家级与省部级重大重点教学、科研项目十余项，包括但不限于：
- 2000－2002年，陕西省哲学社会科学规划课题“长安文化与初盛唐诗歌”（独立主持）
- 2003 - 2005年，国家社会科学基金项目《期史传文体形态与原史文化研究》
- 2004－2006年，北京师范大学“211”工程建设项目“唐代散文史研究”（独立主持）
- 2006年，北京师范大学中国语言文学学科基础课程的建设与改革项目（主持人）
- 2006年，北京市哲学社会科学“十一五”规划研究项目“唐代文学教育发展史论”（独立主持）
- 2006年，教育部人文社会科学规划研究项目“唐代文学教育与文学的生成、发展与传播”（独立主持）。

## 所获奖项
2007年以前，其曾获得过陕西省和北京市的多个与语言文学有关的奖项。
2007年，其获得教育部颁发的“全国高校优秀辅导员”称号，以及人事部、教育部颁发的“全国模范教师”称号。
2009-2012年间，其获得北京市高等教育教学成果奖3项。
2014年，包括其在内的学者集体获得北京师范大学优秀研究生教学成果特等奖。
2015年，其获颁称为“长江学者奖励计划”青年学者。
2017年，入选国家“万人计划”教学名师。

## 个人生活
据网易网报道，康震兴趣并不仅限于古代文学。他在接受采访时说，繁忙的工作之余，他也会听通俗音乐，看《盗墓笔记》，更是大热美剧《越狱》的忠实粉丝。同时，画画是康震持续了几十年的爱好，不过从来没有正式拜过老师，都是自己摸索着学习。在《康震讲韩愈》和《康震讲柳宗元》两本书中，也各插入了16幅他的手绘插图和书法作品。不过他也反复强调说，绘画和书法只是他的自娱之乐，此次滥竽一把，希望没有坏了各位读者的雅兴。
对于文学作品，康震说，诗歌最喜欢李白，散文最喜欢苏轼。